# 角川Beans文庫
角川Beans文庫（日語：角川ビーンズ文庫），是日本出版社KADOKAWA旗下角川書店出版的輕小說文庫，內容以少女向作品為主。

## 概要
以「─物語之門扉，通往異世界之鑰―」為標語，於2001年設立。主要出版奇幻類作品。前身是角川Teens Ruby文庫（現已休刊）。於2002起舉辦角川Beans小說大賞挖掘新作者。
因《今天開始魔系列》動畫化，及《少年陰陽師》、《彩雲國物語》等作品的高人氣度而受到關注。
亦有出版其他文庫所移籍而來的人氣作品新裝版，如《龍的溫柔殺伐》、《GOSICK》等系列。
第一屆台灣角川輕小說暨插畫大賞金賞作品《罌籠葬》亦由該文庫代理出版日文版。
於雜誌《The Beans》（作為《The Sneaker》增刊已一同休刊）、Mook《Premium The Beans》刊載短篇作品，並於雜誌《Beans Ace》（休刊）、《月刊Asuka》刊載漫畫化作品。

## 作品一覽
由於未出版書籍居多，完整列表請見日語版條目。

### 台灣角川
- GOSICK（櫻庭一樹/武田日向，台灣角川代理富士見Mystery文庫版）
- 今天開始魔系列（喬林知/松本手毬）
- 彩雲國物語（雪乃紗衣/）
- 龍的溫柔殺伐（津守時生/加藤絵理子）
- 貴族偵探愛德華（椹野道流/）
- 歌劇系列（/THORES柴本）
- 替身伯爵系列（清家未森/）
- 東方妖遊記（/伊藤明十）
- 風水天戲（/）

### 皇冠出版社
- 少年陰陽師（結城光流/）
- 篁破幻草子（結城光流/）

### 天使出版
- 文豪Stray Dogs（朝霧カフカ/春河35）
- 我的殘缺惡魔！（時田とおる/サマミヤアカザ）
- 首領公主與無頭騎士（睦月けい/田倉トヲル）
- 銀龍騎士團（九月文/明咲透）
- 花宵的人偶師（梨沙/悌太）

### 愛米粒
- 銀砂糖師系列（三川みり/AKI）

### 新經典文化
- 彩雲國物語（雪乃紗衣/由羅海里）

### 天聞角川
- 替身伯爵系列（清家未森/根岸京子）
- 東方妖遊記（村田栞/伊藤明十）

### 未代理
- 无法逃离的背叛（小說：藤谷燈子·原案：小田切螢/插畫：松浦麻衣，台灣角川代理原作漫畫）
- 宮廷神官物語（/，長鴻出版社代理漫畫版）
- 亞德夏恩王國的新娘（/，台灣角川代理漫畫版）
- D・N・ANGEL天使怪盜（小說：岡崎純子、/原作·插畫：杉崎由綺琉，東立出版社代理原作漫畫）
- BLOOD+ 俄羅斯玫瑰（小說：·原作：Production I.G/插畫：，台灣角川代理漫畫版）
- 赤月的輪迴時刻（岐川新/，長鴻出版社代理漫畫版）
- 少女劍士茱莉亞（志麻友紀/齊藤千穗，台灣角川代理漫畫版）
- 王子出外打拚中（/，長鴻出版社代理漫畫版）

## 影像化作品

### 動畫化
| 作品名稱                           | 播放時間               | 動畫製作公司 | 備註  |
| ---------------------------------- | ---------------------- | ------------ | ----- |
| 今天開始做魔王                     | 2004年-2005年（第1期） | Studio DEEN  | 含OVA |
| 今天開始做魔王                     | 2005年-2006年（第2期） | Studio DEEN  | 含OVA |
| 今天開始做魔王                     | 2008年-2009年（第3期） | Studio DEEN  | 含OVA |
| 彩雲國物語                         | 2006年-2007年（第1期） | MADHOUSE     |       |
| 彩雲國物語                         | 2007年-2008年（第2期） | MADHOUSE     |       |
| 少年陰陽師                         | 2006年-2007年          | Studio DEEN  |       |
| GOSICK                             | 2011年                 | BONES        |       |
| 廚病激發BOY                        | 2019年                 | Studio DEEN  |       |
| 因為是反派大小姐所以養了魔王       | 2022年                 | MAHO FILM    |       |
| Sugar Apple Fairy Tale             | 2023年                 | J.C.STAFF    |       |
| 重啟人生的千金小姐正在攻略龍帝陛下 | 2024年                 | J.C.STAFF    |       |

### 真人化
| 作品名稱     | 播放時間 | 備註 |
| ------------ | -------- | ---- |
| 腦漿炸裂少女 | 2015年   |      |

## 關聯條目
- 輕小說
- 角川Beans小說大賞
- 角川Sneaker文庫
- 角川Ruby文庫
- 角川Teens Ruby文庫
- - Beans文庫姊妹書系的兒童文學書系

## 外部連結
- （日語）角川Beans文庫 （页面存档备份，存于）
- （日語）角川Beans文庫官方網站 （页面存档备份，存于）